# Haarlemmerweg (Amsterdam)

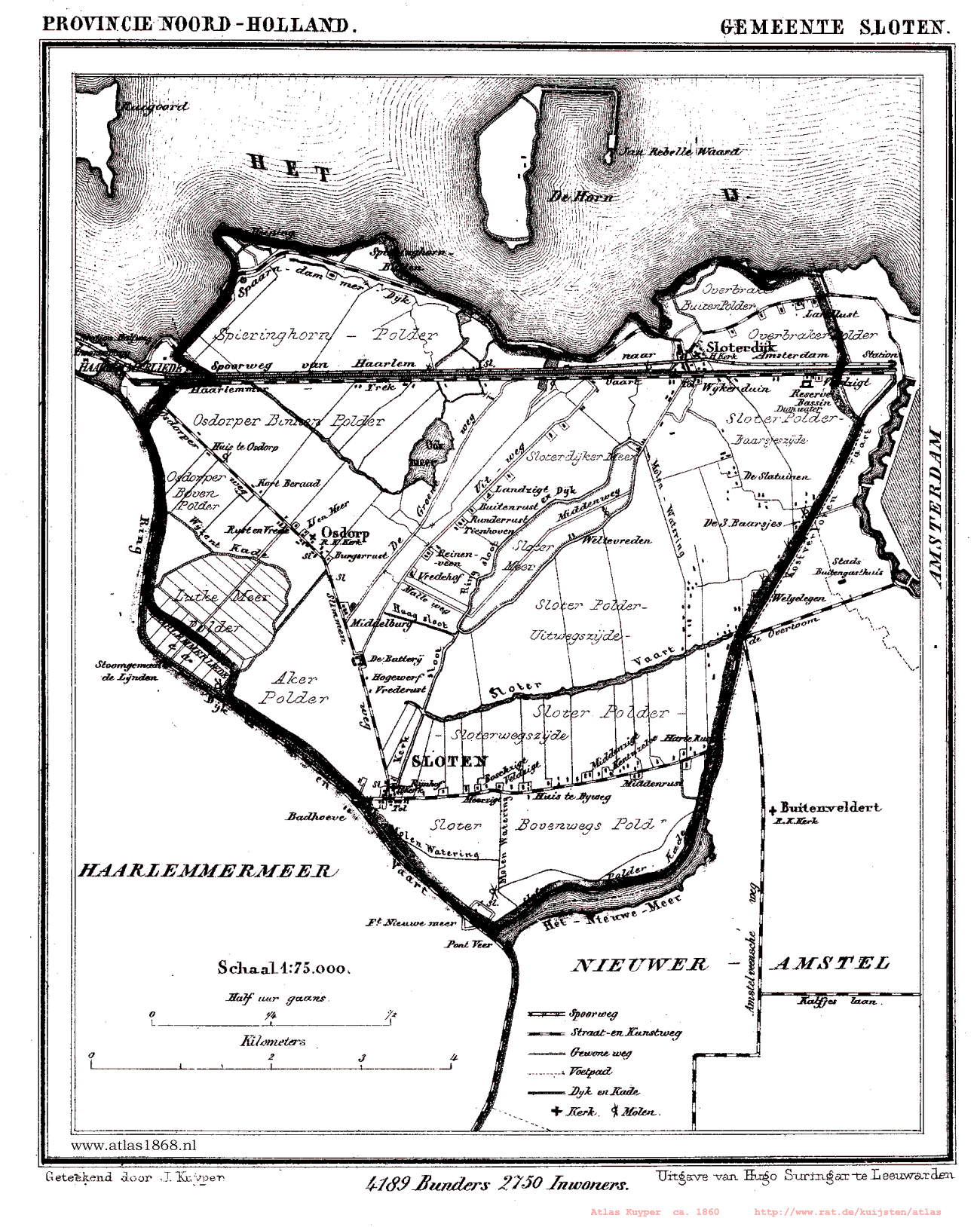
De gemeente Sloten in 1868.
De Haarlemmerweg ligt vanuit het centrum van Amsterdam gezien in het verlengde van de Haarlemmerstraat en Haarlemmerdijk. Ze loopt vanaf de Haarlemmerpoort naar het westen richting Halfweg.

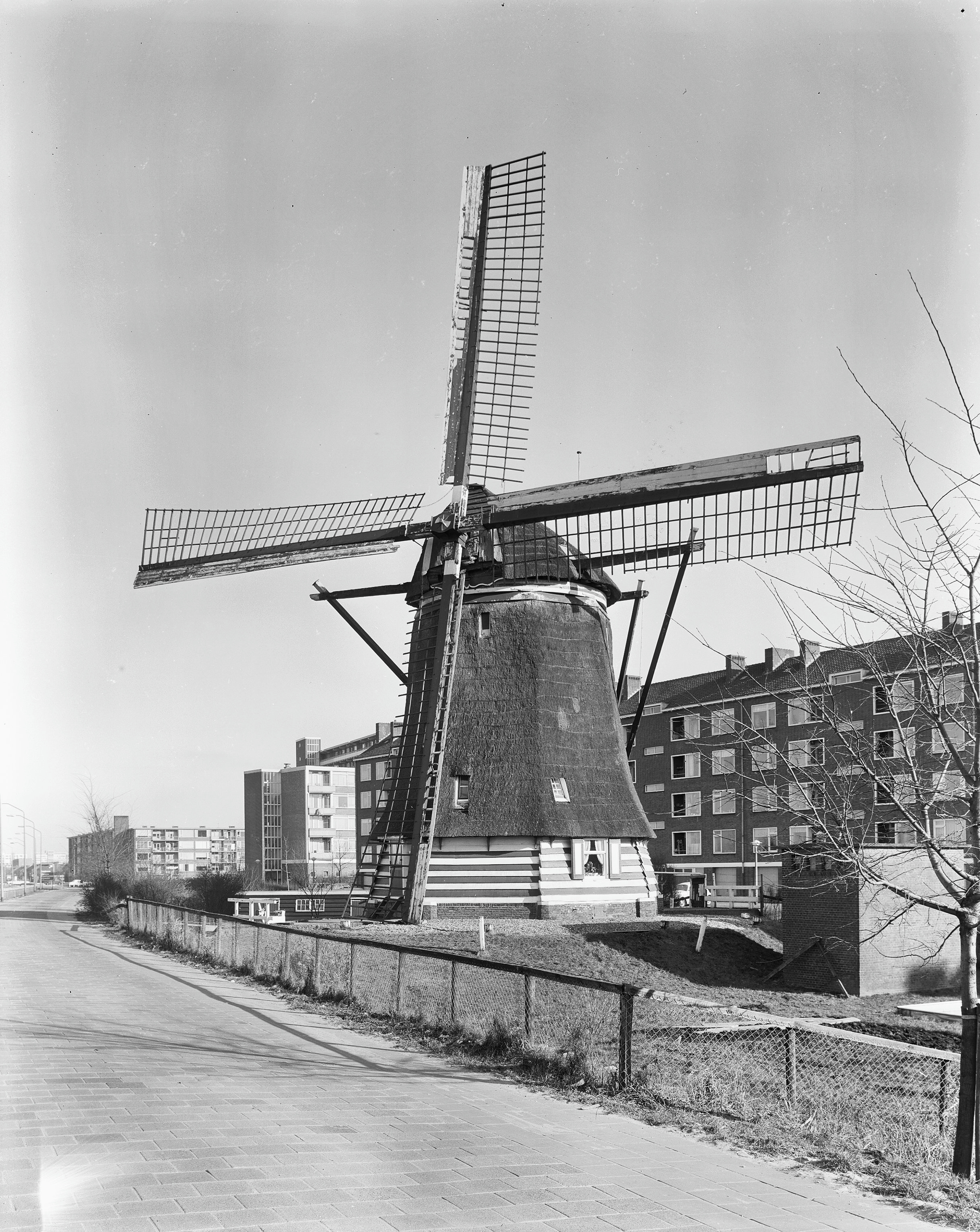
De poldermolen De 1200 Roe aan de Haarlemmerweg bemaalde tot 1951 de Osdorper Binnenpolder.

De Haarlemmerweg is een weg in de gemeente Amsterdam, richting Haarlem. De weg loopt vanaf de Nassaukade tot Halfweg. De Haarlemmerweg is de langste straat van Amsterdam en heeft een lengte van 8,3 kilometer.

## Geschiedenis
Langs de in 1632 geopende Haarlemmertrekvaart tussen Amsterdam en Haarlem werd aan de zuidzijde een jaagpad aangelegd ten behoeve van de trekschuiten. Dit pad werd in 1762 van een wegverharding voorzien, waarmee het pad de Haarlemmerweg werd. Het eerste gedeelte in Halfweg heet Amsterdamsestraatweg en daarna Haarlemmerstraatweg, het gedeelte in Haarlem heet Amsterdamsevaart. 
Oorspronkelijk lag de Haarlemmerweg niet in Amsterdam maar in de gemeente Sloten. In 1877 kwam het eerste deel ten noorden van de Staatsliedenbuurt in Amsterdam te liggen en in 1896 het gedeelte ten westen van de Kostverlorenvaart. Sinds de annexatie van de gehele gemeente Sloten in 1921 ligt de Haarlemmerweg geheel in de gemeente Amsterdam. 
Langs de Haarlemmerweg en met name in de omgeving van het dorp Sloterdijk werden in de 17e en 18e eeuw diverse hofsteden gebouwd. In de tijd dat Nederland was ingelijfd in het Franse Keizerrijk werd de weg in 1811 onderdeel van de  Route impériale 202 naar Parijs. 
Vanouds werd het buitengebied aan de westkant van Amsterdam de "molenwijk" genoemd. Ook langs de Haarlemmerweg verrezen drie molens: Molen de Bloem, de 1100 Roe en de 1200 Roe. Een roede is een oude lengtemaat van 3,767 meter. Het munitiecomplex voor de Stelling van Amsterdam lag op 1800 roeden. Ook d'Eenhonderd Roe is een bekend begrip langs de Haarlemmerweg. Hier stond een herberg met die naam. Het eerste station van Amsterdam werd hier in 1839 tegenover gebouwd: dit werd Station d'Eenhonderd Roe. Vanaf dit station vertrok in datzelfde jaar voor de eerste keer in de Nederlandse geschiedenis een trein. Van 1842 tot 1878 lag hier station Willemspoort. Toen het spoor later werd doorgetrokken naar het Westerdok, waarvoor ook het Westerplantsoen moest wijken, werd op het terrein van station Willemspoort het Westerpark aangelegd.
In 1851 werd door de Duinwatermaatschappij langs de Haarlemmerweg de eerste waterleiding van Nederland aangelegd tussen de Kennemerduinen en Amsterdam. Er werd een terrein aangekocht, dat eerst alleen werd gebruikt als opslagplaats. In 1896 nam de gemeente Amsterdam het bedrijf over en werd de naam veranderd in Gemeentewaterleidingen. In 1897 werd op het terrein een pompstation en een groot waterreservoir gebouwd
om te voorzien in de groeiende drinkwaterbehoefte van woningen en bedrijven in de stad. In 1923 werd een tweede waterreservoir gebouwd, gevolgd door een derde in 1939 en een vierde in 
1954.
Ook de Westergasfabriek, die een belangrijke rol vervulde in de gasvoorziening van Amsterdam verrees in 1883 ten noorden van de Haarlemmervaart, In 1892 kwam de centrale van de maatschappij Elektra daarbij, in 1913 overgenomen en afgebroken door de gemeente. Andere bedrijven waren Boldoot, Maggi, de beschuitfabriek van Patria en de blikfabriek van Numan, later Blikemba. In 1897 werd de begraafplaats Vredenhof geopend.
In 1882 werd tussen het Nassauplein en Sloterdijk een tramlijn aangelegd. Tot 1888 reed deze met stoomtractie, daarna als paardentram, vanaf 1905 in gemeentelijke exploitatie. In 1916 werd deze als laatste Amsterdamse tramlijn geëlektrificeerd. Daarna reed hier lijn 12, die, na de annexatie van Sloterdijk door Amsterdam in 1921, in 1922 werd opgevolgd door lijn 18. Deze werd per 1 januari 1951 vervangen door een buslijn. Sinds 2006 rijdt bus 21 in plaats van lijn 18 over de Haarlemmerweg.
In 1904 werd de tramlijn Amsterdam - Zandvoort van de Electrische Spoorweg-Maatschappij (ESM) geopend die tussen Sloterdijk en Halfweg langs de Haarlemmerweg lag. Deze werd opgeheven op 1 september 1957 en vervangen door een busdienst van de NZH (sinds 1999 Connexxion).
De Haarlemmerweg is nu de noordelijke begrenzing van de Staatsliedenbuurt en de wijken Bos en Lommer, Slotermeer en Geuzenveld.
Op het GWL-terrein is in 1997 en 1998 een woonbuurt, bekend als de Waterwijk, gebouwd.
het uitgestrekte terrein van de Westergasfabriek is nu een cultuurpark. 
Diverse malen werd de Haarlemmerweg verbreed. De laatste keer was na de opheffing van de tram naar Zandvoort toen de weg ten westen van Sloterdijk twee gescheiden rijbanen kreeg met vier rijstroken. Tot dat moment was de weg driebaans waarbij de middelste baan als inhaalstrook diende voor beide richtingen. Het gedeelte ten westen van Halfweg werd in de jaren zeventig gedeeltelijk verbouwd tot autosnelweg. Deze kreeg de aanduiding A5. Later is dit de A200, respectievelijk N200 geworden. Het Amsterdamse deel van de Haarlemmerweg wordt aangeduid als s103 en is tot Sloterdijk een stadsstraat. Het eerste gedeelte tussen het Nassauplein en de van Hallstraat is een flessenhals waar het verkeer regelmatig vast loopt.
Bij de volgende verbouwing van de Haarlemmerweg tussen 2018 en 2020 werd de N200 tussen de Ringweg A10 en de Seineweg een stedelijke weg. Dat betekent een maximumsnelheid van 50 km/h, meer groen en bomen en extra oversteekplaatsen en bruggen voor voetgangers en fietsers. Vlak bij Halfweg is een ecopassage (een veilige oversteekplaats voor dieren) aangelegd en in Halfweg werd de brug vervangen.
Een opvallend gebouw aan de weg is woontoren De voortuinen; gebouwd als filiaal voor de Rijkspostspaarbank, maar in 2015-2021 omgebouwd tot woontoren.

## Externe link

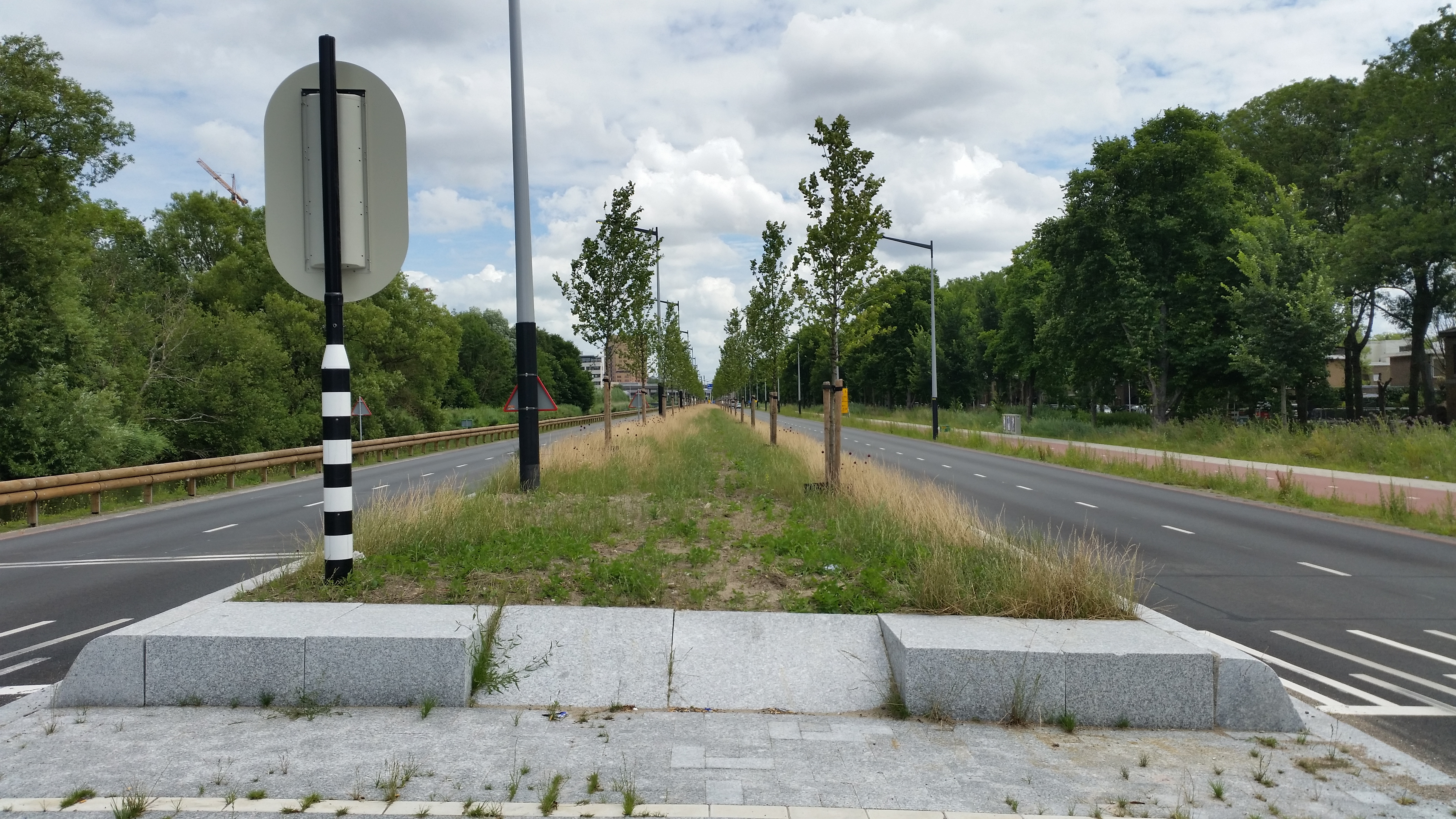
Haarlemmerweg na herinrichting, richting stad gezien vanaf kruising met Eliasstraat (juli 2020)